# Eppo Bruins
Eppo Egbert Willem Bruins, né le 19 septembre 1969 à Apeldoorn, est un homme politique et physicien néerlandais, membre du Nouveau Contrat social (NSC). 
Il est membre de la Chambre des représentants pour l'Union chrétienne (CU) de 2015 à 2021.
Il est ministre de l'Éducation, de la Culture et des Sciences au sein du cabinet Schoof depuis juillet 2024.
Avant de servir au Parlement, Bruins est directeur de la Technologiestichting STW (nl) de 2007 à 2015. Depuis 2022, il préside le Advisory Council for Science, Technology and Innovation (nl) (AWTI).

## Jeunesse et carrière
Eppo Bruins est né le 19 septembre 1969 à Apeldoorn, Gueldre. Il fréquente le lycée au niveau de l'enseignement scientifique préparatoire au Collège Myrtus de sa ville natale entre 1982 et 1987. Bruins va ensuite à l'Université d'Utrecht, où il obtient une maîtrise ès sciences (MSc) en physique en 1991. Il joue du piano au conservatoire, mais n'a jamais obtenu de diplôme.
Par la suite, il est chercheur doctoral à l'Université d'Utrecht, financé par la Fondation pour la Recherche Fondamentale sur la Matière (FOM) pendant quatre ans. En 1995, il obtient son doctorat en mathématiques et physique de l'Université d'Utrecht avec une thèse intitulée Le facteur de forme magnétique du neutron.
Bruins vit ensuite aux États-Unis, où il est chercheur postdoctoral au Massachusetts Institute of Technology (MIT) de 1995 à 1997. Il retourne ensuite aux Pays-Bas, où il est coordinateur de projet chez son ancien employeur FOM entre 1997 et 2004, puis directeur de l'Institut de physique de Leyde de l'Université de Leyde de 2004 à 2007, avant de devenir directeur du FOM entre 2007 et 2015,.

## Carrière politique
Bruins est membre de l'Appel démocrate-chrétien (CDA). Il rejoint l'Union chrétienne, un parti plus conservateur sur le plan social, en 2011, car il estime que ce dernier parti accorde plus d'importance au christianisme,. Bruins est rédacteur en chef du magazine de l'institut scientifique de l'Union chrétienne.
Lors des élections parlementaires de 2012, Bruins est placé au sixième rang sur la liste de l'Union chrétienne, mais n'est pas élu. Le 2 décembre 2015, il devient membre de la Chambre des représentants, en remplacement de l'ancien chef du parti Arie Slob, qui a démissionné de son poste de parlementaire. Il est le porte-parole de son parti pour des questions telles que l'éducation, les médias et l'aviation. Bruins s'oppose à l'ouverture d'un aéroport élargi de Lelystad et plaide pour la réintroduction d'une bourse de base pour les étudiants. Il est un ardent défenseur de la liberté d'éducation garantie par la Constitution. Lors des élections législatives de 2021, il est septième sur la liste du parti, sans parvenir à se faire réélire.
Il devient président du Conseil consultatif pour la science, la technologie et l'innovation (AWTI) en 2022,. En 2023, à la suite de la démission du chef du parti de l'époque, Gert-Jan Segers, en tant que parlementaire, un siège au Parlement est proposé à Bruins, qui refuse. Le siège est attribué à Nico Drost. Il était sur le point de devenir professeur par nomination spéciale à l'Université de Leyde, lorsqu'il rejoint le cabinet Schoof.
Après que le PVV, le VVD, le NSC et le BBB aient formé le cabinet Schoof, Bruins prête serment en tant que ministre de l'Éducation, de la Culture et des Sciences le 2 juillet 2024, succédant à Robbert Dijkgraaf,. Bruins siège au nom du NSC et il quitte l'Union chrétienne. La cheffe du parti, Mirjam Bikker (en) (CU), désapprouve la nomination de Bruins,. L'accord de gouvernance du cabinet Schoof donne la priorité aux compétences en lecture, en écriture et en calcul, ainsi qu'à la résolution de la pénurie d'enseignants.

## Vie personnelle
Il a une femme et deux enfants et il vit à Ermelo depuis 2024.
Bruins n'a pas eu d'éducation religieuse. Il jouait du piano dans le groupe de soutien d'une chorale chrétienne et il déclare qu'il s'est converti au christianisme à l'âge de 18 ans après qu'on lui ait demandé de chanter "And in That Day" d'Adrian Snell. Bruins est initialement membre de l'Association réformée de l'Église protestante des Pays-Bas avant de devenir baptiste,,. Bruins est le deuxième membre baptiste de la Chambre des représentants après Janmarc Lenards. Évangélique, il est impliqué dans le mouvement chrétien Hadderech, qui se concentre sur le travail missionnaire parmi les Juifs. Les grands parents de sa grand-mère paternelle étaient juifs polonais.